# Tsjoekotka
Tsjoektsjisch autonoom district (Russisch: Чукотский автономный округ; Tsjoekotski avtonomni okroeg, Tsjoektsjisch: Чукоткакэн автономныкэн округ; Tsjoekotkaken avtonomnyken okroeg) is de meest noordoostelijk gelegen regio van Rusland, gelegen aan de kust van de Beringzee.
Het district heeft een oppervlakte van 737.700 km² (ongeveer half zo groot als Alaska) en een bevolking van circa 49 300 (in 2018). Hoofdstad is Anadyr. Tsjoekotka was vroeger een autonoom district binnen de oblast Magadan, maar verklaarde zich onafhankelijk van Magadan in 1991. Deze zet werd later goedgekeurd door het Russisch Constitutioneel Hof in 1993. Hiermee is het het enige autonome district in Rusland dat niet binnen een ander deelgebied ligt.

## Geschiedenis

### Prehistorie
De eerste bewoners kwamen naar het gebied in de Steentijd vanuit Centraal en Oost-Azië en bestonden uit primitieve jagers, die ook wel Oud Paleo-Siberiërs worden genoemd. In die tijd bestond er een landengte tussen Tsjoekotka en Alaska. Dit totale gebied wordt wel aangeduid als Beringië en was bedekt met bossen. Het gebied werd bevolkt door kuddes bizons, mammoeten, rendieren en wolharige neushoorns. Vermoed wordt dat de Beringstraat en Tsjoektsjizee ongeveer 10.000 jaar geleden onder water liepen (het water steeg ongeveer 150 meter), waardoor er een scheiding ontstond. Doordat toen ook het eiland Wrangel los kwam te liggen, konden de mammoeten daar niet meer weg. Dit heeft als gevolg gehad dat toen de mammoet uitstierf (onder andere door grote jacht op het beest) dit niet op Wrangel gebeurde en daar, waarschijnlijk door een gebrek aan voedsel, de soort kleiner werd, maar het veel langer volhield en pas rond de 18e eeuw v.Chr. uitstierf, waarschijnlijk door de jacht op het beest door de mens.
Door archeologen wordt het ondergelopen land van Beringië onderzocht, om sporen terug te vinden van de trek van volkeren, die nu aangeduid worden als inheemse volken, over deze landengte naar Noord- en Zuid-Amerika.

### Ontdekking, onderzoek en inlijving bij Rusland
Nadat de Russen in de 16e eeuw de kanaten Kazan en Astrachan hadden veroverd, lagen de grote handelsroutes naar de Oeral, Siberië en Centraal-Azië open voor onderzoeks- en ontdekkingstochten. Vanuit Moskou trokken handelaren en kozakken door de Oeral de oostelijke frontier in. De Kozakken bouwden op strategische plekken houten forten en maakten de inheemse volken schatplichtig aan de tsaar, door van hen huiden te eisen. Deze vorm van natuurlijke belasting stond bekend als de jasak.
In de eerste helft van de 17e eeuw werd het noorden van het Verre Oosten bereikt en kregen ook de inheemse volken in Tsjoekotka met de lange arm van de tsaar te maken. In 1641 werden de Tsjoektsjen als eerste genoemd als een nationaliteit door de kozakken. De Tsjoektsjen waren niet van plan zich neer te leggen als onderdaan van de tsaar en weigerden belasting te betalen. In de jaren daaropvolgend werden het land en de zeekusten verkend door verschillende expedities, waarbij soms de helft van de bemanning omkwam door de zware weersomstandigheden.
In 1649 werd door de Kozak Semjon Dezjnjov het winterverblijf Anadyr gesticht aan de bovenloop van de rivier de Anadyr en in 1652 liet hij er het houten fort Anadyrsk bouwen, om zich beter te bewapenen tegen de Tsjoektsjen. Dezjnjov had zich hier gevestigd omdat er veel walrussen waren voor de voedselvoorziening. Hij probeerde van daaruit de Tsjoektsjen toch schatplichtig te laten worden, maar gedurende 10 jaar slaagde hij daar nauwelijks in. Vervolgens kwamen de Kozakken zelf in de verdrukking. De walrussen in de buurt waren allemaal geslacht en ze moesten zorgen dat ze aan voedsel kwamen. Het leven was al zwaar doordat de Kozakken geen geld kregen en het leven in dit barre noorden erg hard was. Het fort werd daarom door het grootste deel van de Kozakken verlaten en was het gebied feitelijk weer in handen van de Tsjoektsjen.
Aan het einde van de 17e eeuw werd het fort echter weer belangrijker, toen er veel expedities werden georganiseerd vanuit daar. Toen een zeeroute van dit fort naar Kamtsjatka werd ontdekt, werd Anadyr het basisstation voor expedities daarheen en werden alle forten en nederzettingen daar ondergeschikt aan dit fort. De Tsjoektsjen overvielen ondertussen geregeld expedities, in pogingen om de indringers weg te jagen.
Toen door de Russische overheid werd ontdekt dat Kamtsjatka zeer rijk was (en is) aan natuurlijke rijkdommen, veranderde de houding naar het gebied. Plotseling kwam er meer aandacht voor het verre oosten en werd ook opdracht gegeven om de Tsjoektsjen ertoe te bewegen belasting te betalen. Terwijl Vitus Bering van tsaar Peter de Grote opdracht kreeg om in 1725 met een expeditie Kamtsjatka te verkennen, trok ondertussen een militaire expeditie onder leiding van Afanasy Sjestakov naar Tsjoekotka om de Tsjoektsjen te onderwerpen. De expeditie mislukte echter jammerlijk, doordat de aanvalsvloot schipbreuk leed liep en de overlevenden inclusief Sjestakov werden gedood door de Tsjoektsjen. Vervolgens werd door zijn ondergeschikte Dmitri Pavloetski in 1731 een nieuwe poging gedaan. Hij voer met een groep kozakken, Joekagieren en Korjaken (inheemse volkeren van Kamtsjatka die al eerder onderworpen waren en wel belasting betaalden) de rivier de Anadyr op en vernietigde het Tsjoektsjengarnizoen aan de Noordelijke IJszee, waarna een gedeelte van de Tsjoektsjen belasting (jasak) ging betalen. Het gevolg was ook dat de Tsjoektsjen een hekel kregen aan hun buurvolken de Joekagieren en Korjaken. Dit was echter niet voldoende voor de Russische regering en Pavloetski kreeg opdracht om alle Tsjoektsjen tot onderdanen te maken. Zijn expedities mislukten echter allemaal en in 1747 werd hij verslagen en gedood door de Tsjoektsjen.
Al deze mislukte pogingen leidden tot het besef bij de Russen dat de Tsjoektsjen niet op deze manier konden worden onderworpen en besloten werd om het anders te doen. De nieuwe commandant in Anadyr wist door omkopingen en bedreigingen de Tsjoektsjen te bewegen vrede te sluiten met hem in 1778, waarbij werd afgesproken dat ze geen jasak hoefden te betalen.
In hetzelfde jaar maakte kapitein James Cook van de Britse Marine een verkenningstocht naar Kaap Noord (nu Kaap Sjmidt) en naar de Baai van Providenieja. Tsarina Catharina II was bezorgd dat Europese mogendheden de kust van het Verre Oosten zouden bezetten en gaf opdracht om de gebieden in kaart te brengen door expedities. Eerst karteerde een expeditie onder leiding van Billings-Sarytsjev het gebied en de Aleoeten. Van 1821 tot 1825 trok een expeditie onder leiding van baron Ferdinand Wrangel en Fjodor Matjoesjkin langs de Oost-Siberische zeekust van het Tsjoektsjenschiereiland en onderzocht de rivieren de Kolyma en de Grote en Kleine Anjoei. Van de lokale Tsjoektsjen hoorde Wrangel over een eiland (Wrangel-eiland) ten noorden van Tsjoekotka, dat hij nooit vond, maar wat wel later door de Amerikaanse walvisvaarder Thomas Long, die het eiland wel ontdekte in 1867, naar hem werd vernoemd.

### Westerse invloeden
Het gebied bleef tot 1917 grotendeels buiten de invloedssfeer van het Russische Rijk en daarvan maakten Amerikaanse walvisjagers en handelaren gebruik, door hun activiteiten er uit te breiden. Hierdoor leek het gebied begin 20e eeuw meer op een Amerikaanse kolonie dan op een Russische. Opgemerkt moet worden dat ook andere westerlingen (Noren, Canadezen, etc.) werden aangeduid als "Amerikanen" in die tijd. De buitenlandse economische aanwezigheid startte rond 1820 en bereikte haar hoogtepunt na 1867, toen het gebied werd gezien als een verlengstuk van Alaska, dat Rusland toen net had verkocht aan de VS. Tegen 1880 begon de buitenlandse aanwezigheid op de zenuwen te werken van de Russen en werd er een bestuur opgezet voor het gebied in Anadyr in 1889, binnen het gouvernement-generaal Amoer. Tegen 1890 begon de Russische invloed echter weer te verkwijnen en rond 1900 was er opnieuw een instroom van westerlingen, die waren gelokt door de Goudkoorts van de Yukon in 1898.
In 1909 werd een tweede poging gedaan om het gebied binnen de invloedssfeer te houden door het opzetten van oblast Kamtsjatka, waaronder toen ook Tsjoekotka viel. De activiteiten van de westerlingen varieerden van aanvallen op de kust om goud en bont te roven tot concessies die door de Russische overheid werden uitgegeven aan bedrijven als de Hudson's Bay Company en de US Northeast Siberia Company, waarvan de laatste tussen 1902 en 1912 een concessie verwierf voor het delven van goud, ijzer en grafiet in heel Tsjoekotka. Een consequentie van de buitenlandse invloed was dat de voertaal er Engels was (ook tussen de Russische overheid en lokale autoriteiten en volken in het gebied). Er werden huizen gebouwd in Amerikaans-Pacifische stijl en er werd zelfs een Engelstalige krant uitgegeven.

### Wrangel

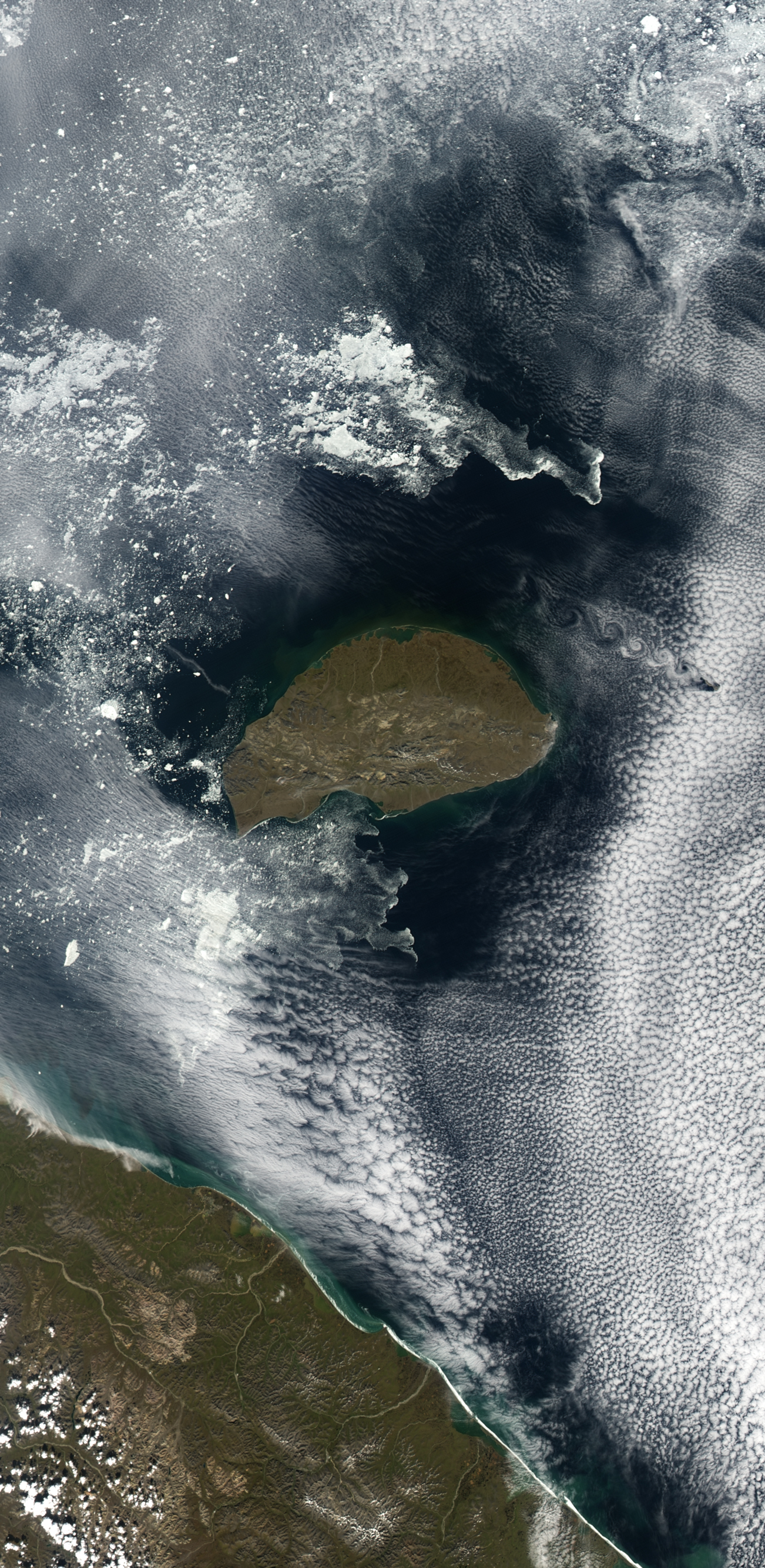
Satellietfoto van het eiland Wrangel

Wrangel werd in 1881 geclaimd door de Amerikaanse kapitein Calvin Hooper voor de VS, maar verder deed deze er niks mee. In 1916 legde de Russische overheid een officiële claim op het toen nog steeds onbewoonde eiland, maar omdat deze claim alleen symbolisch was en er verder niks gebeurde, trok in 1921 (midden in de Russische Burgeroorlog) de Canadese onderzoeker Vilhjalmur Stefansson naar het eiland en bezette het met steun van de Canadese overheid. Hij stichtte er een kleine kolonie met 5 inwoners (1 Canadees, 3 Amerikanen en 1 Inuit) met de bedoeling om er een basis te bouwen voor trans-Arctische vluchten. Omdat een aantal van de kolonisten was gestorven door de kou, liet Stefansson in 1923 13 nieuwe kolonisten sturen (op 1 na allemaal Inuit), maar de Canadese overheid steunde hem hierin deze keer niet. Daarop verkocht Stefansson het eiland net op tijd aan een handelaar uit Alaska, die een rendierboerderij van het eiland wilde maken. Deze werd al in oktober 1924 gedwarsboomd in zijn plannen toen het Rode Leger, die het vasteland al had veroverd, het eiland bezette en de bewoners hiervan wegstuurde. Later stuurden de Sovjet-autoriteiten er Eskimo's uit Tsjoekotka naartoe om het te gaan bewonen. In 1926 werd Wrangel formeel onderdeel van de Sovjet-Unie.

### Na de val van de Sovjet-Unie
De gouverneur van Tsjoekotka, oligarch Roman Abramovitsj, ex-grootaandeelhouder van Sibneft en Chelsea F.C.-eigenaar, heeft miljoenen dollars in het gebied geïnvesteerd voor het ontwikkelen van de infrastructuur en het verschaffen van directe hulp aan de bevolking. Hij gebruikte Tsjoekotka echter ook als een belastingparadijs door een kantoor voor zijn bedrijven in Anadyr te openen om zichzelf miljarden aan belastingen kwijt te schelden, net als andere rijke Russen deden in andere afgelegen Russische deelgebieden in de jaren 90. In 2003 werd echter een federale wet aangenomen die dit gat in de belastingwet dichtte, waardoor Tsjoekotka hem geld ging kosten. Nadat Abramovitsj in 2004 al tevergeefs had geprobeerd om op te stappen en voor een tweede termijn werd benoemd door Poetin, deed hij in december 2006 een tweede poging met de verklaring dat "zijn missie voltooid is" omdat Tjoekotka van de grond af aan opgebouwd was. Poetin maakte echter in februari 2007 bekend dat hij voor een derde termijn werd benoemd. In juli 2008, na het aantreden van Poetins opvolger Medvedev, verklaarde hij opnieuw te willen aftreden. Dit keer werd zijn wens gehonoreerd en werd Roman Kopin benoemd in juli 2008 als zijn opvolger.

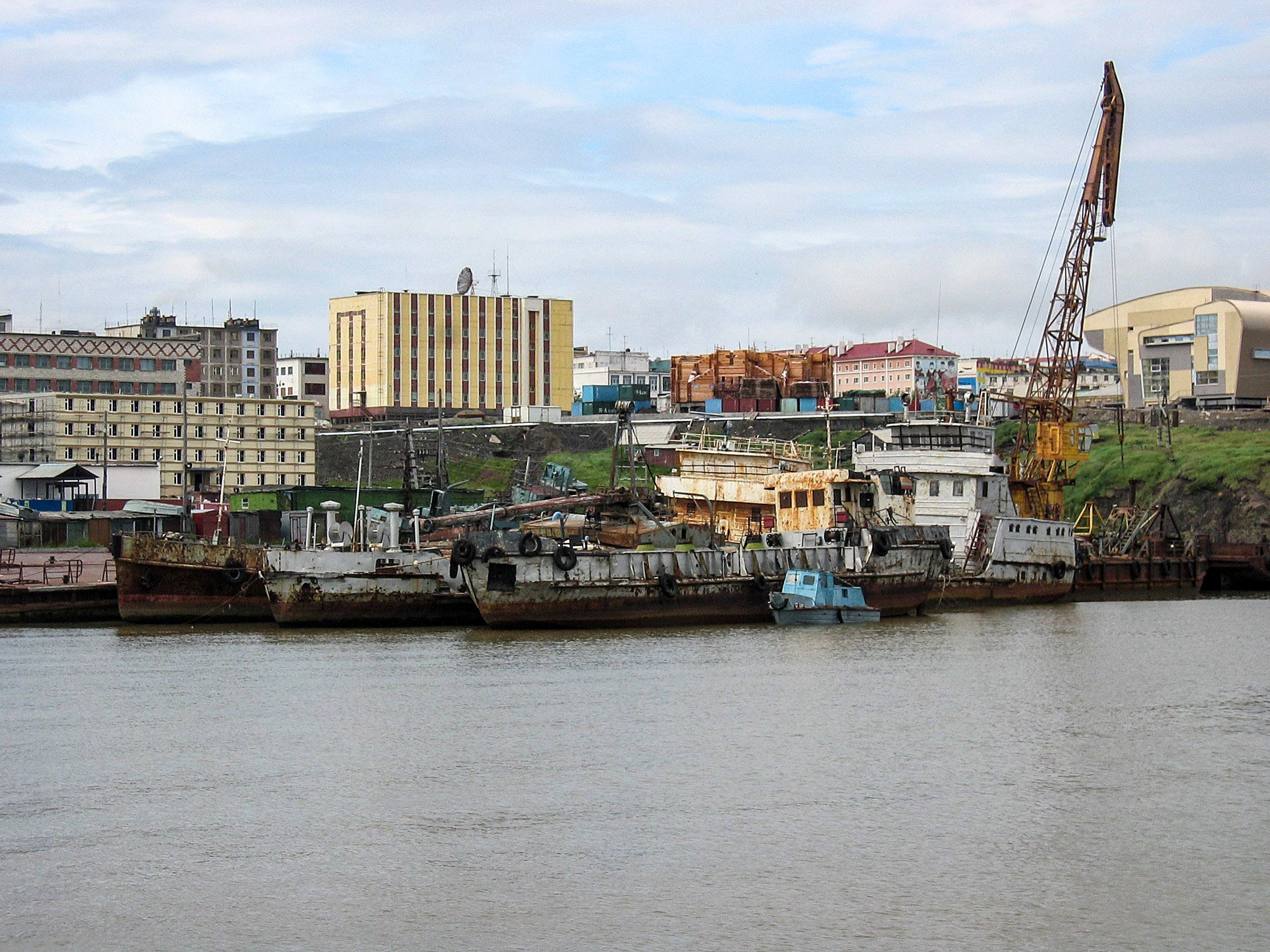
Haven van Anadyr

## Economie
Er zijn grote voorraden olie, aardgas, steenkool, goud en wolfraam aanwezig, die langzaam ontgonnen worden. In de jaren 90 was er een inzakking in de vraag naar delfstoffen, omdat de grootste afnemer, de Russische militaire industrie, een enorme daling doormaakte door een gebrek aan federale middelen. Het grootste deel van de plattelandsbevolking leeft echter vooral van de rendierhouderij, jacht en visserij. In de grotere plaatsen werkt men onder andere in de mijnbouw, administratie, constructie, cultuur, onderwijs, medische zorg.
Bij Bilibino staat een kleine kerncentrale (de enige in het Russische Verre Oosten). Als vervanging is een serie drijvende kernreactoren voorzien voor de kust van Tsjoekotka. De eerste twee reactoren moeten gereed komen bij Pevek in 2006 (door vertraging in verband met financiële problemen). Dit is een nieuw type kerncentrale, ontwikkeld door Minatom en wordt met argusogen bekeken door bijvoorbeeld de Verenigde Staten en natuurbeschermingsorganisaties in verband met de impact van een mogelijke nucleaire ramp op het kwetsbare ecosysteem van de Noordelijke IJszee. De drijvende kerncentrales moeten de afgelegen havens en mijnbouwlocaties van stroom voorzien.

## Geografie

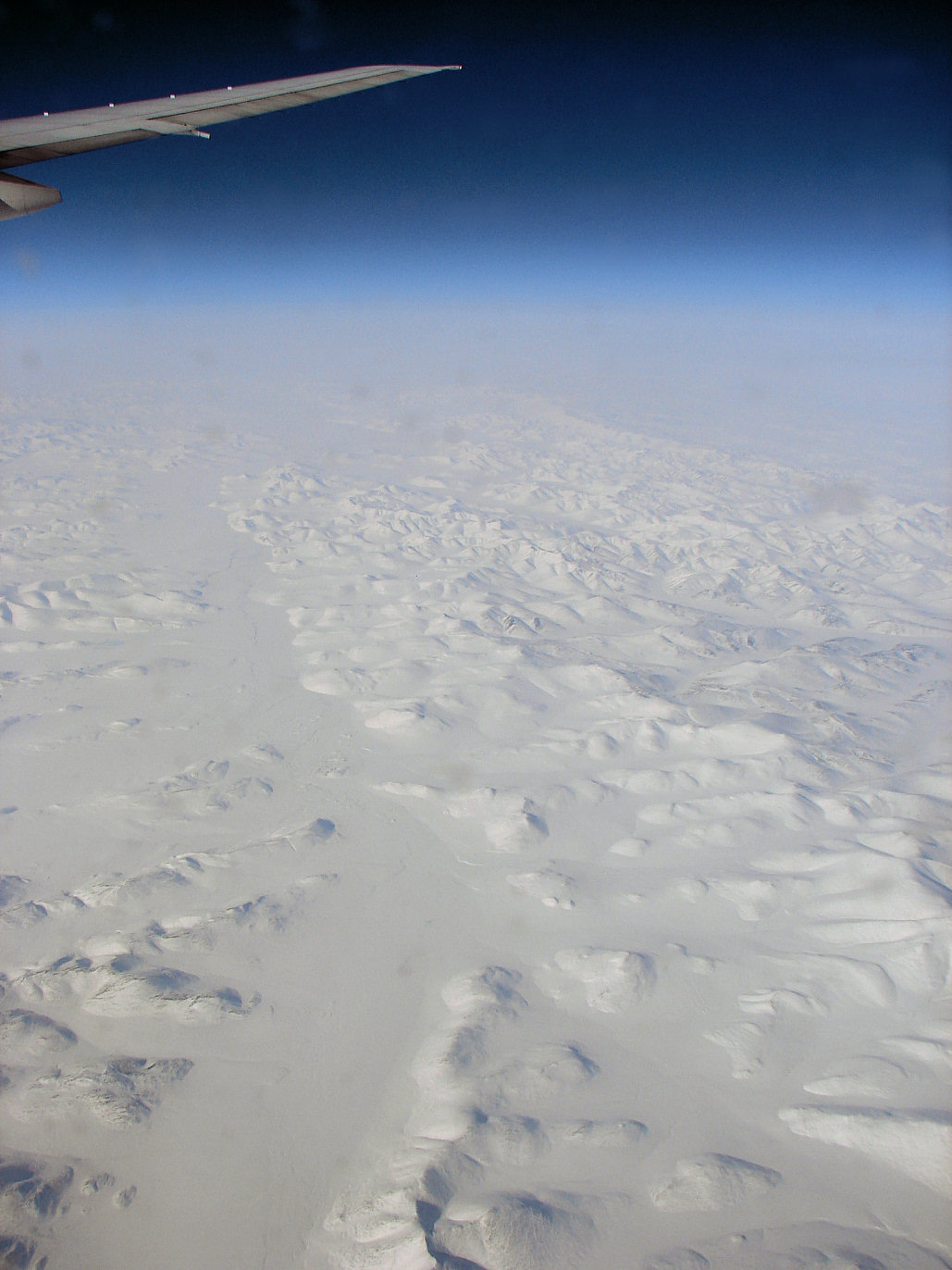
De bevroren wildernis in het verre noorden van Tsjoekotka

Tsjoekotka is een sterk bergachtig gebied. Het grootste gebergte is het Anadyrgebergte. De belangrijkste rivieren zijn de Anadyr, die naar de Golf van Anadyr stroomt, Grote en Kleine Anjoej en de Omolon die afwateren op de Kolymarivier in Jakoetië.
De grootste meren zijn het Krasnojemeer en, in Centraal-Tsjoekotka, het El'gygytgyn-meer. Dit laatste meer is een belangrijke plek voor wetenschappelijk onderzoek van de klimaatveranderingen.
De naar het noorden stromende oceaanstroom voor de kust van kaap Navarin voert veel voedingsstoffen mee, die zorgen voor de groei van enorme hoeveelheden Fytoplankton en Zoöplankton, waarmee het een van de grootste productiegebieden voor deze soorten ter wereld is.
Tsjoekotka bestaat voor een groot deel uit toendra (arctische toendra, subarctische toendra en bostoendra) en voor een gedeelte uit taiga.
Grote delen van Tsjoekotka zijn begroeid met lage begroeiing zoals mossen, korstmossen en struikbegroeiing, net als in West-Alaska. Rond de Anadyrbaai groeien uitgestrekte oeverbossen. De toendrabossen groeien vooral in de laaglanden van het westen van Tsjoekotka en bestaan vooral uit Dahuriaanse lariksen (Larix gmelini), wilgen en populieren. Ook in het zuiden groeit bos, maar dit zijn meest lagere bomen van maximaal 4-5 meter hoog. De hoge boreale wouden liggen vooral in de valleien van de Omolon en Grote Anyui rivieren.

## Klimaat
Het klimaat van Tsjoekotka wordt grotendeels bepaald door de ligging aan drie verschillende zeeën: de Beringzee (Grote Oceaan) in het oosten en de Oost-Siberische Zee en de Tsjoektsjenzee (Noordelijke IJszee) in het noorden. Het weer wordt hierdoor gekenmerkt door koude noordelijke winden, die snel kunnen omslaan in natte zuidelijke winden. Ook komen orkanen veel voor. Kaap Navarin kent het hoogste aantal orkanen en stormen van Rusland. In de kustgebieden is het erg winderig. De neerslag is erg laag en ligt tussen de 200 en 400 mm per jaar. Het grootste deel van het jaar zijn de zeeën rondom Tsjoekotka bevroren. Het groeiseizoen in Tsjoekotka is vanzelfsprekend erg kort. Het groeiseizoen duurt slechts 80-100 dagen per jaar.
De temperaturen variëren van -15 tot -35 °C in januari en van 5 tot 14 °C in juli.

## Demografie

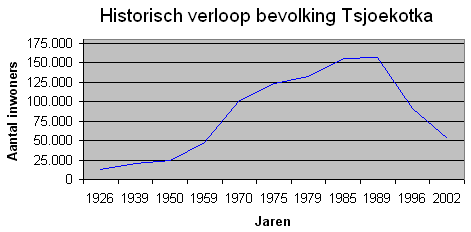
De grafiek toont een duidelijke dalende trend sinds het uiteenvallen van de Sovjet-Unie

De bevolking van Tsjoekotka bestaat vooral uit immigranten, die in het verleden naar het gebied zijn gekomen om de hoge lonen en andere voordelen tijdens de tijd van de Sovjet-Unie. Tsjoekotka heeft sinds het uiteenvallen van de Sovjet-Unie de sterkst afnemende bevolking van Rusland. De overgang van een geleide naar een markteconomie bleek catastrofaal voor de economie in het afgelegen gebied. Tussen de laatste 2 volkstellingen van 1989 en 2002 nam de bevolking af met 67%. Nog steeds trekken vooral hoger opgeleiden en jongeren weg uit het gebied. Het enige wat de emigratie vertraagt zijn de hoge vliegtarieven in het Russische Verre Oosten en het feit dat andere regio's binnen Rusland onvoldoende opvangcapaciteit hebben. De huidige gouverneur probeert sinds 2001 door grote investeringen in het gebied de daling te stoppen en de economie weer wat op te krikken. Op 1 januari 2021 telde Tsjoekotka naar schatting 49.527 inwoners.
Tsjoekotka is het thuisgebied van de Tsjoektsjen, Siberische Joepiks, Korjaken, Tsjoevanen, Evenen/Lamoeten en Joekagieren, alsmede van afstammelingen van Russische kolonisten, zoals Kozakken. Het gebied was het toneel van collectivisatie en gedwongen kolonisatie in het sovjet-tijdperk.
Van de 53.824 mensen die werden geregistreerd bij de volkstelling van 2002 kozen 1.199 personen (2,3%) ervoor om hun etnische achtergrond niet te specificeren. De overigen gaven 86 verschillende etniciteiten op, waaronder:
| Etniciteit  | Aantal (2002) | Percentage (2002) | Aantal (2010) | Percentage (2010) |
| ----------- | ------------- | ----------------- | ------------- | ----------------- |
| Russen      | 27.918        | 51,87%            | 25.068        | 49,61%            |
| Tsjoektsjen | 12.622        | 23,45%            | 12.772        | 25,28%            |
| Oekraïners  | 4.960         | 9,22%             | 2.869         | 5,68%             |
| Eskimo's    | 1.534         | 2,85%             | 1.529         | 3,03%             |
| Evenen      | 1.407         | 2,61%             | 1.392         | 2,76%             |
| Tsjoevanen  | 951           | 1,77%             | 897           | 1,78%             |

## Bestuurlijke indeling

### Districten
Tsjoekotka bestaat uit 8 gemeentelijke districten:
Anadyr valt niet onder de bovenstaande districten, maar vormt een stedelijk district onder jurisdictie van Tsjoekotka.

### Grootste plaatsen
In de volkstelling zijn echter niet de inwoneraantallen van selo's en andere rurale plaatsen geregistreerd. De grootste rurale plaatsen zijn Lorino (1400), Markovo (1100) en Omolon (1050).